# Constantin Săceanu
Constantin Săceanu (n. 7 mai 1962) este un fost deputat român în legislatura 1996-2000, ales în județul Mehedinți pe listele partidului PNL, validat pe data de 6 noiembrie 2000, după decesul deputatului Ulpiu-Radu-Sabin Micle.

## Legături externe
- Constantin Săceanu[nefuncțională – arhivă]
 la cdep.ro